# Географија Данске
Данска се састоји из полуострва Јиланд (Jylland) и 405 именованих острва. Од њих је 78 насељено, а највећа су Сјеланд (Sjælland) и Фин (Fyn). Острво Борнхолм се налази нешто источније од остатка земље, у Балтичком мору. Многа од већих острва су повезана мостовима; Ересундски мост (Øresundsbroen) повезује Сјеланд са Шведском, Мост великог појаса повезује Фин са Сјеландом, а Мост малог појаса повезује Јиланд са Фин-ом. Мања острва су повезана трајект линијама.
Данска је углавном равна, највиша природна тачка је Мелехој (Møllehøj), са 170,86 метара надморске висине. Зиме су благе, а лета свежа. Најзначајнији градови су престоница, Копенхаген (на Сјеланду), Орхус, Олборг (на Јиланду) и Оденсе (на Фину).
Оранице, пашњаци и травњаци заузимају око ¾ површине и засејане су у првом реду крмним биљкама. Више од половине извозне вредности даје сточарство. Извозе живу стоку, месо, маслац, јаја, сир, мед и млеко. Развијен је и риболов.